# Julius Nwosu
Obinna Julius Nwosu (Nkwere, 1º maggio 1971) è un ex cestista e allenatore di pallacanestro nigeriano, professionista nella NBA, in Europa e in Sudamerica.

## Carriera
Con la Nigeria ha disputato due edizioni dei Campionati mondiali (1998, 2006) e quattro dei Campionati africani (1997, 1999, 2001, 2005).

## Palmarès
- Campionato russo: 1

CSKA Mosca: 1995-96